# Carlos Orlando Gutiérrez
Carlos Orlando Gutiérrez Luna (Colquiri, 12 de mayo de 1984 - La Paz, 28 de octubre de 2020) fue un minero, dirigente sindical y político boliviano. Se desempeñó como secretario ejecutivo de la Federación Sindical de Trabajadores Mineros de Bolivia (FSTMB) desde el año 2015 hasta 2020.

## Biografía
Carlos Orlando Gutiérrez nació el 12 de mayo de 1984 en la localidad minera de Colquiri ubicado en la provincia de Inquisivi del departamento de La Paz. Creció su infancia y adolescencia dentro de una familia pobre y de bajos recursos económicos. Fue el menor de cuatro hermanos.
Ingresó a trabajar en la mina el año 1995 cuando todavía tenía solo 11 años de edad. Salió bachiller el año 2002 del Colegio Aniceto Arce de Colquiri. Intentó ingresar a la carrera militar, postulando al Colegio Militar del Ejército (COLMIL) de la ciudad de La Paz en el año 2003, pero no tuvo éxito.
Retornó a su localidad natal de Colquiri y empezó a trabajar como peón de mina (jornalero), donde también formó parte del sindicato de los trabajadores mineros de Sinchi Huayra. Con el tiempo, Orlando Gutiérrez llegaría a ser minero perforista.
En 2007 y con 23 años de edad, ingresó a la dirigencia sindical, empezando inicialmente como secretario de deportes y escalando en la dirigencia sindical minera hasta llegar a ser el secretario ejecutivo de los trabajadores mineros de Colquiri.

### Secretario Ejecutivo de la FSTMB (2015-2020)
El 20 de diciembre de 2015, en un congreso de mineros realizado en la localidad de San Cristóbal en el Departamento de Potosí, el dirigente minero Orlando Gutiérrez Luna, quien se encontraba como representante de Colquiri, fue elegido como el nuevo secretario ejecutivo de la Federación Sindical de Trabajadores Mineros de Bolivia (FSTMB).

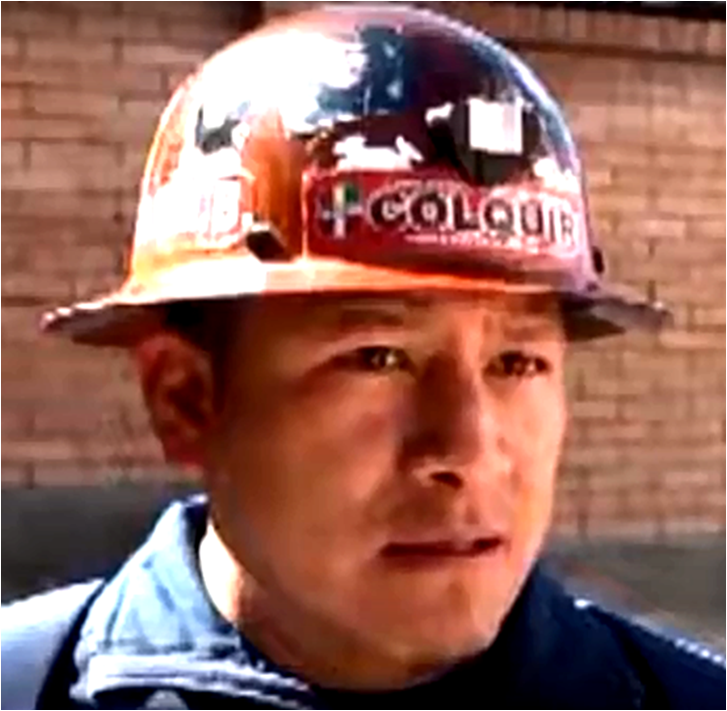
Caros Orlando Gutiérrez en abril de 2018.

### Elecciones Nacionales de 2020
En febrero de 2020, Orlando Gutiérrez ingresó por primera vez a la política boliviana participando en las elecciones nacionales, postulando al cargo de cuarto senador por el Departamento de La Paz en representación del Movimiento al Socialismo (MAS-IPSP), pero el 
Tribunal Supremo Electoral (TSE) observó su candidatura y lo inhabilitó. En su reemplazo, el TSE habilitó la candidatura del masista Juan José Carvajal Huanca, pero al final la senadora opositora de Comunidad Ciudadana Cecilia Requena terminó ganando en las elecciones, obteniendo la cuarta senaturia del Departamento de La Paz.

### Fallecimiento
El 21 de octubre de 2020, días después de las elecciones nacionales de Bolivia, el alto dirigente minero fue brutalmente golpeado por un grupo de personas desconocidas, cuando Gutiérrez se encontraba de retorno a su domicilio particular. A su vez, su abogada personal Nadesha Guevara hizo conocer a la opinión pública, que desde el mes de agosto, Orlando Gutiérrez ya estaba pidiendo medidas cautelares a la Comisión Interamericana de Derechos Humanos (CIDH) debido a las constantes amenazas de muerte que recibía, pero su pedido no tuvo éxito ni fue atendido.
Fue internado en la clínica privada CEMES en la ciudad de La Paz. Debido a los fuertes golpes que recibió en la cabeza, Orlando Gutiérrez falleció en la madrugada del 28 de octubre de 2020 siendo todavía un joven de apenas 36 años de edad.

### Versiones sobre su muerte
Ante la trágica muerte de Orlando Gutiérrez, el Gobierno de Jeanine Añez Chávez a través de su ministro de Gobierno Arturo Murillo Prijic señalaron que la causa de los golpes que recibió Gutiérrez, los cuales desencadenaron en su muerte, podían haberse suscitado durante una pelea de amigos que compartían bebidas alcohólicas. Además, señaló también que la familia nunca permitió que la Fuerza Especial de Lucha Contra el Crimen (FELCC) realizara una autopsia al cadáver del dirigente minero para saber científicamente cuáles fueron las verdaderas causas de la muerte.
Por su parte, la versión de los mineros de la Federación Sindical de Trabajadores Mineros de Bolivia (FSTMB) señala que Orlando Gutiérrez sufrió un atentado por parte de las personas denominadas Pititas que se encontraban protestando contra las elecciones nacionales, desconociendo los resultados finales. Además de que Orlando se encontraba en la lucha frontal contra el gobierno de Añez. Asimismo, los dirigentes mineros señalaron que la negligencia médica de la clínica privada contribuyó también a que Orlando Gutiérrez falleciera. Tras el entierro, la esposa que se habría opuesto a la autopsia de ley, exigió el ministerio de minería para el hermanastro de Gutiérrez, aumentando las versiones y sospechas, finalmente después de requisar la información del hospital, la policía reveló que según este informe Gutiérrez hubiese sufrido una caída en las gradas de su domicilio.

### Reacciones
El presidente de Bolivia electo Luis Arce Catacora expresó su «profundo pesar por la partida física de Orlando Gutiérrez» y lo calificó como «un gran dirigente minero que siempre defendió los intereses del pueblo boliviano».
A su vez, el vicepresidente de Bolivia electo David Choquehuanca expresó también su «pesar, tristeza y dolor por la partida de Orlando Gutiérrez», además envió «toda su solidaridad a su familia».
El expresidente de Bolivia Evo Morales Ayma expresó que recibió la noticia de la muerte de Orlando Gutiérrez con «profundo dolor» y lo calificó como «un joven dirigente minero, valiente y comprometido con la FSTMB y con el proceso de cambio».
También, el presidente de Venezuela Nicolás Maduro Moros se pronunció al respecto y expresó sus condolencias a la familia minera Bolivia por «el vil asesinato del secretario ejecutivo de la FSTMB, Orlando Gutiérrez» y lo calificó como «¡Un mártir de la victoria popular!».